# XVI Congresso del Partito Comunista di tutta l'Unione (bolscevico)
Il XVI Congresso del Partito Comunista di tutta l'Unione (bolscevico), o PCU(b), si tenne dal 26 giugno al 13 luglio 1930 a Mosca.

## I lavori
Al Congresso presero parte 2 160 delegati, di cui 1 269 con voto deliberativo e 891 con voto consultivo. L'assemblea elesse il nuovo Comitato centrale, composto di 71 membri effettivi e 67 candidati, la Commissione centrale di controllo (187 membri) e la Commissione centrale di revisione (13 membri).